# Party fatale
Party fatale (Below Utopia), conosciuto anche col nome I segreti di utopia è un film del 1997 diretto da Kurt Voß.

## Trama
Daniel ritorna alla residenza di famiglia per le vacanze con la sua ragazza, Susanne. L'esistenza della famiglia viene oscurata non soltanto dalla morte del fratello di Daniel, ma anche dal suo fallimento nel raggiungere le potenzialità del fratello. In seguito vengono uccisi anche altri membri della famiglia, mentre Susanne e Daniel si rifugiano dagli assassini, ma Daniel si rivelerà alla fine l'artefice dello sterminio della sua famiglia.

## Distribuzione
In Italia è stato trasmesso in prima serata su Rai 2 nell'ottobre 1997 in cui sono state censurate la scena iniziale, nel quale si vedeva un rapporto sessuale in automobile, e alcune parole di troppo dette dai killer durante la carneficina.